# Marika Domińczyk
Marika Domińczyk (Kielce, 7 luglio 1980) è un'attrice polacca naturalizzata statunitense.

## Biografia
Marika è figlia di Mirek Dominczyk, leader nel movimento polacco Solidarność. Sorella minore dell'attrice Dagmara Domińczyk, si trasferisce con la famiglia da Kielce, in Polonia, a New York all'età tre anni, dopo che i suoi genitori sono stati espulsi dalla Polonia per il coinvolgimento del padre con Amnesty International e Solidarność.
Nel 2005 appare nel piccolo ruolo di Bernadette nel film 40 anni vergine. Dal 2006 al 2007 è guest-star nella serie televisiva della ABC Brothers & Sisters come Tyler Altamirano. Ha ripreso il suo ruolo negli ultimi due episodi della quinta stagione della serie. Dal 2016 al 2017 entra a far parte del cast della serie televisiva della ABC Grey's Anatomy come personaggio ricorrente nel ruolo della dottoressa Eliza Minnick.

## Vita privata
Parla correntemente inglese e polacco. Nel 2006 si fidanza con l'attore Scott Foley, che sposa nel giugno 2007, alle Hawaii. La coppia ha tre figli, Malina, Keller e Konrad. Entrambi hanno recitato in Grey's Anatomy in stagioni diverse.

## Filmografia

### Cinema
- 3 A.M. - Omicidi nella notte (3 A.M.), regia di Lee Davis (2001)
- Invitation to a Suicide, regia di Loren Marsh (2004)
- 40 anni vergine (The 40 Year Old Virgin), regia di Judd Apatow (2005)
- Manchild, regia di Stephen Gyllenhaal - film TV (2007)
- Who Do You Love, regia di Jerry Zaks (2008)
- Bruce e Lloyd - Fuori controllo, regia di Gil Junger (2008)
- I Hope They Serve Beer in Hell, regia di Bob Gosse (2009)
- Let's Kill Ward's Wife, regia di Scott Foley (2014)

### Televisione
- The $treet - serie TV, episodio 4 (2000)
- Law & Order - Unità vittime speciali (Law & Order: Special Victims Unit) - serie TV, episodio 2x10 (2001)
- Porn 'n Chicken, regia di Lawrence Trilling - film TV (2002)
- Witchblade - serie TV, episodi 2x01-2x02 (2002)
- The Help - serie TV, 7 episodi (2004)
- North Shore - serie TV, 6 episodi (2004)
- Confessions of a Dog, regia di Chris Koch - film TV (2005)
- Halley's Comet, regia di Jonathan Pontell - film TV (2005)
- Bones - serie TV, episodio 1x10 (2006)
- Brothers & Sisters - Segreti di famiglia (Brothers & Sisters) - serie TV, 10 episodi (2006-2011)
- Heist - serie TV, 6 episodi (2006)
- Il re del supermarket (Bagboy), regia di Mort Nathan (2007)
- Las Vegas - serie TV, episodio 5x13 (2008)
- Dr. House - Medical Division (House, M.D.) - serie TV, episodio 5x03 (2008)
- The Unit - serie TV, episodio 4x21 (2009)
- Rizzoli & Isles - serie TV, episodio 2x07 (2011)
- Vegas - serie TV, episodio 15 (2013)
- Criminal Minds - serie TV, episodio 9x10 (2013)
- Grey's Anatomy - serie TV, 11 episodi (2016-2017)
- Whiskey Cavalier – serie TV, 6 episodi (2019)
- Hawaii Five-0 - serie TV, episodio 10x16 (2020)
- Inventing Anna - miniserie TV, puntata 3 (2022)
- Barry – serie TV, episodi 3x01-3x03 (2022)

### Direct-to-video
- Bruce e Lloyd - Fuori controllo (Get Smart's Bruce and Lloyd: Out of Control), regia di Gil Junger (2008)

## Doppiatrici italiane
Nelle versioni in italiano delle opere in cui ha recitato, Marika Domińczyk è stata doppiata da:
- Clorinda Venturiello in North Shore
- Federica De Bortoli in Brothers & Sisters - Segreti di famiglia
- Domitilla D'Amico in Heist
- Selvaggia Quattrini in Bruce e Lloyd - Fuori controllo
- Roberta De Roberto in Dr. House - Medical Division
- Francesca Manicone in Grey's Anatomy
- Alessandra Cassioli in Criminal Minds
- Antonella Alessandro in Hawaii Five-0
- Stella Musy in Inventing Anna
- Myriam Catania in Barry